# Rio Galda
O Rio Galda é um rio da Romênia, afluente do Mureş, localizado no distrito de Alba.